# Berestechko
Berestechko (tiếng Ukraina: Берестечко) là một thành phố của Ukraina. Thành phố này thuộc tỉnh Volyn. Thành phố này có diện tích ? km2, dân số theo điều tra dân số năm 2024 là 1500 người.